# 마이크로소프트 매크로 어셈블러
마이크로소프트 매크로 어셈블러(Microsoft Macro Assembler, MASM)는 인텔 문법을 사용하는 MS-DOS 및 마이크로소프트 윈도우용 x86 어셈블러이다. MASM 8.0을 기점으로 2가지 버전의 어셈블러가 있는데, 하나는 16비트 및 32비트 어셈블리 소스용이고 다른 하나(ML64)는 64비트 소스 전용이다.
MASM은 마이크로소프트에 의해 유지보수되고 있으나 버전 6.12부터 독립 제품으로 판매되지 않고 있으며 그 대신 다양한 마이크로소프트 SDK 및 C 컴파일러와 함께 제공된다. 최근 버전의 MASM은 마이크로소프트 비주얼 스튜디오에 포함되어 있다.

## 역사
MASM의 최초 버전은 1981년으로 거슬러올라간다.
초기 버전의 MASM은 모든 x86 머신용 제네릭 "마이크로소프트 매크로 어셈블러"(Microsoft Macro Assembler) 및 IBM PC용 OEM 버전으로 판매되었다. 버전 4.0에 IBM 릴리스가 중단되었다. 버전 3.0까지 MASM은 조그마한 어셈블러 ASM.EXE에도 번들되었다. 64k 메모리만을 갖춘 PC를 위해 고안되었으므로 코드 매크로를 사용하는 기능 등의 완전한 MASM의 일부 기능들이 부족하였다.

## MASM을 지원하는 서드파티 도구

### 통합 개발 환경 (IDE)
- RadASM[2]
- WinAsm 스튜디오[3]
- 이지코드(EasyCode)[4]
- 비주얼 스튜디오[5]
- 비주얼 MASM[6]

### 디버거
- x64dbg
- OllyDbg[7]

### 디스어셈블러
- IDA 프로

## MASM 호환 어셈블러
기타 일부 어셈블러들은 더 복잡한 매크로를 제외하고 MASM으로 작성된 대부분의 코드를 어셈블할 수 있다.
- 터보 어셈블러 (TASM) - 볼랜드 개발, 엠바카데로 소유. 2002년에 마지막으로 업데이트되어 수년 간 델파이와 C++빌더와 함께 제공되다가 나중에 지원이 중단됨.
- JWASM 매크로 어셈블러 - Sybase Open Watcom EULA 라이선스.
- Pelle's Macro Assembler - Pelles C 개발 환경의 구성 요소.

## 같이 보기
- 어셈블리어